# Górobobrek
Górobobrek (Paraleptomys) – rodzaj ssaków z podrodziny myszy (Murinae) w obrębie rodziny myszowatych (Muridae).

## Rozmieszczenie geograficzne
Rodzaj obejmuje gatunki występujące endemicznie na Nowej Gwinei.

## Morfologia
Długość ciała (bez ogona) 105–135 mm, długość ogona 125–146 mm, długość ucha 17–20 mm, długość tylnej stopy 27–35 mm; masa ciała 31–58 g.

## Systematyka
Rodzaj zdefiniowali w 1941 roku amerykańscy zoolodzy, George Henry Hamilton Tate i Richard Archbold, w artykule zatytułowanym Nowe gryzonie i torbacze z Nowej Gwinei, opublikowanym w czasopiśmie „American Museum novitates”. Gatunkiem typowym jest (oryginalne oznaczenie) góroboberek krótkowłosy (P. wilhelmina).

### Etymologia
Paraleptomys: gr. παρα para ‘blisko’; rodzaj Leptomys O. Thomas, 1897 (nowogwinejek).

### Podział systematyczny
Do rodzaju należą następujące gatunki:
| Grafika | Gatunek                 | Autor i rok opisu     | Nazwa zwyczajowa       | Podgatunki         | Rozmieszczenie geograficzne | Podstawowe wymiary                            | Status IUCN |
| ------- | ----------------------- | --------------------- | ---------------------- | ------------------ | --- | --------------------------------------------- | ----------- |
|         | Paraleptomys rufilatus  | Osgood, 1945          | górobobrek papuaski    | gatunek monotypowy | Indonezja i Papua-Nowa Gwinea: północno-środkowa Nowa Gwinea (góry Cycloop, Princess Alexandra i Bewani); zakres wysokości: 1200–1700 m n.p.m. | DC: 11,8–13,5 cm DO: 12,7–14,6 cm MC: 54–58 g | EN          |
|         | Paraleptomys wilhelmina | Tate & Archbold, 1941 | górobobrek krótkowłosy | gatunek monotypowy | Indonezja i Papua-Nowa Gwinea: wyżyny Nowej Gwinei (góra Trikora, dolina Tifalmin i Star Mountains); zakres wysokości: 1800–2800 m n.p.m.      | DC: 10,5–12,6 cm DO: 12,5–13,5 cm MC: 31–35 g | DD          |

Kategorie IUCN:  EN  – gatunek zagrożony,  DD  – gatunki o nieokreślonym stopniu zagrożenia.